# Giulio Questi
Giulio Questi (ur. 18 marca 1924 w Bergamo, zm. 3 grudnia 2014 w Rzymie) – włoski reżyser oraz scenarzysta filmowy, a także pisarz. 

## Życiorys
W czasie II wojny światowej był członkiem włoskiego ruchu oporu w Lombardii, co miało wpływ na jego późniejsze dzieła, zwłaszcza pod względem ich politycznej i egzystencjalnej głębi. Karierę artystyczną rozpoczął po wojnie od pisania opowiadań, które publikowano w prestiżowych włoskich magazynach literackich, takich jak np. komunistycze „Il Politecnico”.
W latach 50. związał się z kinem, najpierw jako reżyser filmów dokumentalnych i krótkich metraży, a następnie jako asystent znanych reżyserów, m.in. Valeria Zurliniego i Francesco Rosiego. Wystąpił także jako aktor w filmie La Dolce Vita Federico Felliniego.
Debiutował w pełnym metrażu przypadł w 1967, kiedy zrealizował film Se sei vivo spara (1967), będący interpretacją spaghetti westernu, znaną z brutalności i surrealistycznej estetyki. Film wywołał kontrowersje, zyskując zarówno krytykę, jak i status kultowego dzieła. Kolejne jego produkcje, jak Śmierć zniosła jajo (La morte ha fatto l'uovo; 1968) czy Arcana (1972), również przesuwały granice narracyjne i wizualne, jednak nie spotkały się z komercyjnym sukcesem.
Po wycofaniu się z kina w latach 70., pracował nad projektami telewizyjnymi i krótkometrażowymi, zyskując uznanie za swoją niezależność artystyczną. W 2014, na krótko przed śmiercią, opublikował zbiór opowiadań Uomini e comandanti, za który otrzymał nagrodę Premio Chiara. Retrospektywa jego twórczości odbyła się podczas Torino Film Festival w tym samym roku.